# خطوط ميهين لانكا الجوية

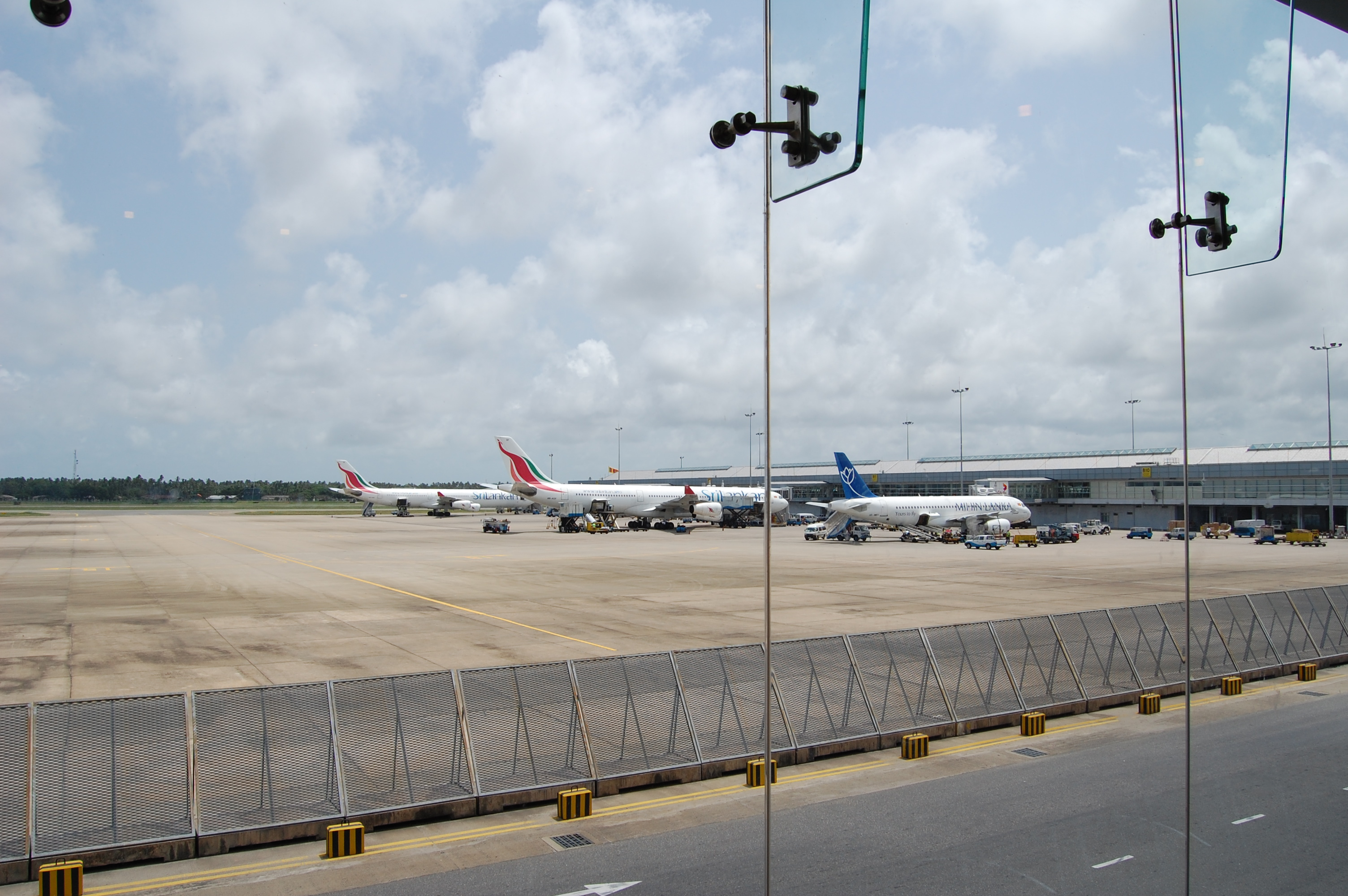
ميهين لانكا طراز إيرباص A320-200 في منطقة منحدر مطار باندارانايكا الدولي

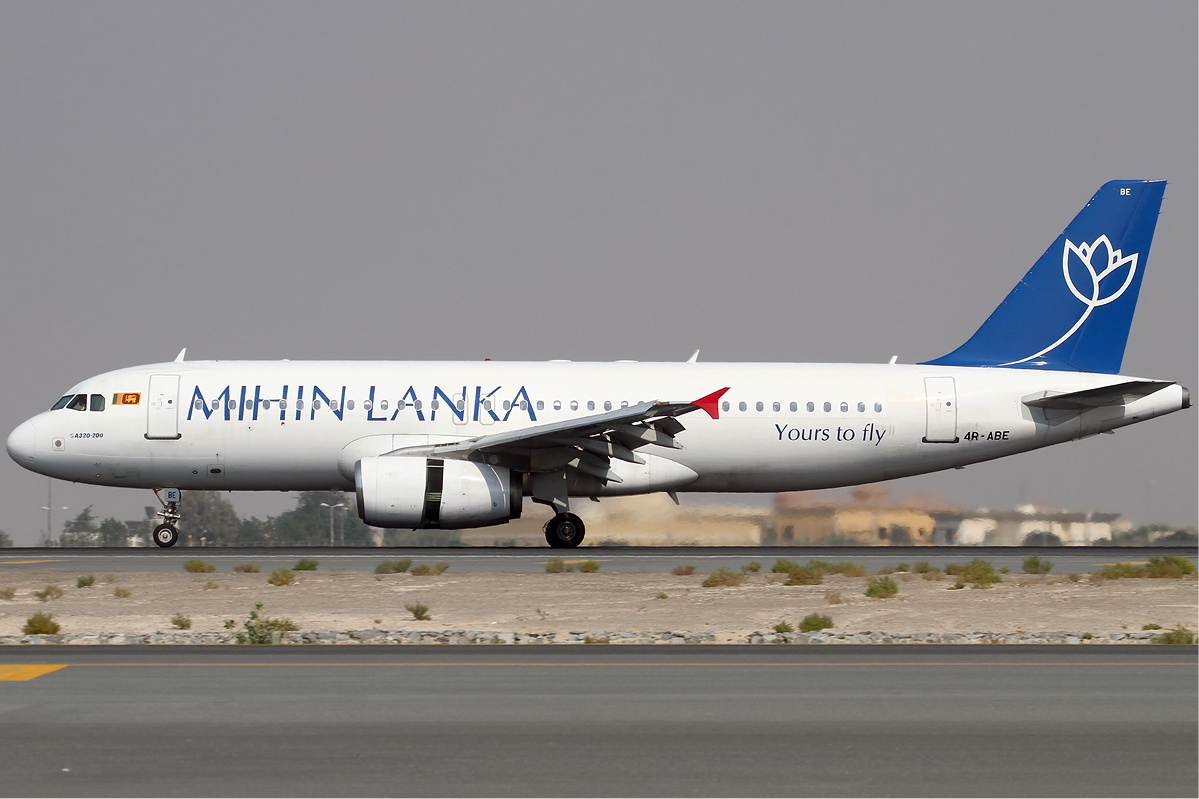
طائرة ميهين لانكا طراز ايرباص A320-200 بعد هبوطها في مطار دبي الدولي

خطوط ميهين لانكا الجوية هي شركة طيران ترفيهية منخفضة الكلفة مقرها في كولومبو، سريلانكا. وهي مملوكة من قبل الحكومة السريلانكية . تسير الشركة رحلات جوية منتظمة من مقرها في مطار باندارانايكا الدولي إلى عدد من المدن في شبه القارة الهندية، دول الخليج، جنوب شرق آسيا، وأفريقيا الشرقية. تشترك برحلات مع شريكتها الخطوط الجوية السريلانكية على عدة خطوط، كجزء من عملية الدمج بين الشركتين. وتشغل حالياً ثلاث طائرات.
عانت شركة ميهين لانكا من الخسائر المالية والديون والهدر والفساد منذ إنشائها في عام 2007. من أجل تقليل خسائرها وزيادة الإنتاجية، وافقت الحكومة على دمج الشركة مع الخطوط الجوية السريلانكية بحلول نهاية عام 2016. أوقفت شركة ميهين لانكا عملياتها في أكتوبر 2016 عندما دمجت بشكل كامل مع الخطوط الجوية السريلانكية.

## التاريخ
تم إنشاء الخطوط الجوية ميهين لانكا في27 تشرين الأول/ أكتوبر عام 2006. كان مدرائها الثلاثة هم ساجين فاس غوناواردينا (مدير تنفيذي)، جوتابهايا راجاباكسا (رئيس، شقيق الرئيس السريلانكي ماهيندا راجاباكسا) و روشان جوناتيلاك قائد سلاح الجو السريلانكي. وقد تم إطلاقها دون موافقة من مجلس الوزراء أو هيئة الطيران المدني وتم استئجار طائراتها الثلاث دون عملية مناقصة.
بدأت الخطوط الجوية ميهين بالعمل على في نيسان/ أبريل 2007 مع اثنتين من طائرات إيرباص A320 المستأجرة مع طاقمها. تم تأسيسها من قبل الحكومة السريلانكية لتشغيل الخدمات إلى الهند والشرق الأوسط. في البداية، ربطت الخطوط الجوية ميهين كولومبو مع سبع وجهات - تيروتشيرابالي، ثيروفانانثابورام، بودهجايا، بانكوك، سنغافورة، وماليه وغان في جزر المالديف .

## الوجهات
خدمت ميهين لانكا سابقًا الوجهات التالية.
| بلد-مدينة                | كود المطار               | كود المطار                  | المطار                               |
| بلد-مدينة                | اتحاد النقل الجوي الدولي | منظمة الطيران المدني الدولي | المطار                               |
| ------------------------ | ------------------------ | --------------------------- | ------------------------------------ |
| بنغلاديش                 |                          |                             |                                      |
| دكا                      | DAC                      | VGZR                        | مطار شاه جلال الدولي                 |
| البحرين                  |                          |                             |                                      |
| المحرق                   | BAH                      | OBBI                        | مطار البحرين الدولي                  |
| الهند                    |                          |                             |                                      |
| تشيناي                   | MAA                      | VOMM                        | مطار تشيناي الدولي                   |
| غايا                     | GAY                      | VEGY                        | مطار غايا                            |
| كلكتا                    | CCU                      | VECC                        | مطار نيتاجي سوبهاس شاندرا بوس الدولي |
| مادوراي                  | IXM                      | VOMD                        | مطار مادوراي الدولي                  |
| ثيروفانانثابورام         | TRV                      | VOTV                        | مطار تريفاندروم الدولي               |
| فاراناسي                 | VNS                      | VIBN                        | مطار فاراناسي الدولي                 |
| إندونيسيا                |                          |                             |                                      |
| جاكرتا                   | CGK                      | WIII                        | مطار سوكارنو هاتا الدولي             |
| ميدان                    | KNO                      | WIMM                        | مطار كوالانامو الدولي                |
| الكويت                   |                          |                             |                                      |
| مدينة الكويت             | KWI                      | OKBK                        | مطار الكويت الدولي                   |
| المالديف                 |                          |                             |                                      |
| ماليه                    | MLE                      | VRMM                        | مطار فيلانا الدولي                   |
| عمان                     |                          |                             |                                      |
| مسقط                     | MCT                      | OOMS                        | مطار مسقط الدولي                     |
| باكستان                  |                          |                             |                                      |
| لاهور                    | LHE                      | OPLA                        | مطار علامه إقبال الدولي              |
| سيشل                     |                          |                             |                                      |
| ماهيه                    | SEZ                      | FSIA                        | مطار سيشل الدولي                     |
| سنغافورة                 |                          |                             |                                      |
| سنغافورة                 | SIN                      | WSSS                        | مطار شانغي سنغافورة                  |
| سريلانكا                 |                          |                             |                                      |
| كولمبو                   | CMB                      | VCBI                        | مطار باندارنيك الدولي HUB            |
| هامبانتوتا               | HRI                      | VCRI                        | مطار ماتالا راجاباكسا الدولي         |
| تايلاند                  |                          |                             |                                      |
| بانكوك                   | BKK                      | VTBS                        | مطار سوفارنابومي الدولي              |
| الإمارات العربية المتحدة |                          |                             |                                      |
| أبو ظبي                  | AUH                      | OMAA                        | مطار أبوظبي الدولي                   |
| دبي                      | DXB                      | OMDB                        | مطار دبي الدولي                      |
| الشارقة                  | SHJ                      | OMSJ                        | مطار الشارقة الدولي                  |

## الأسطول

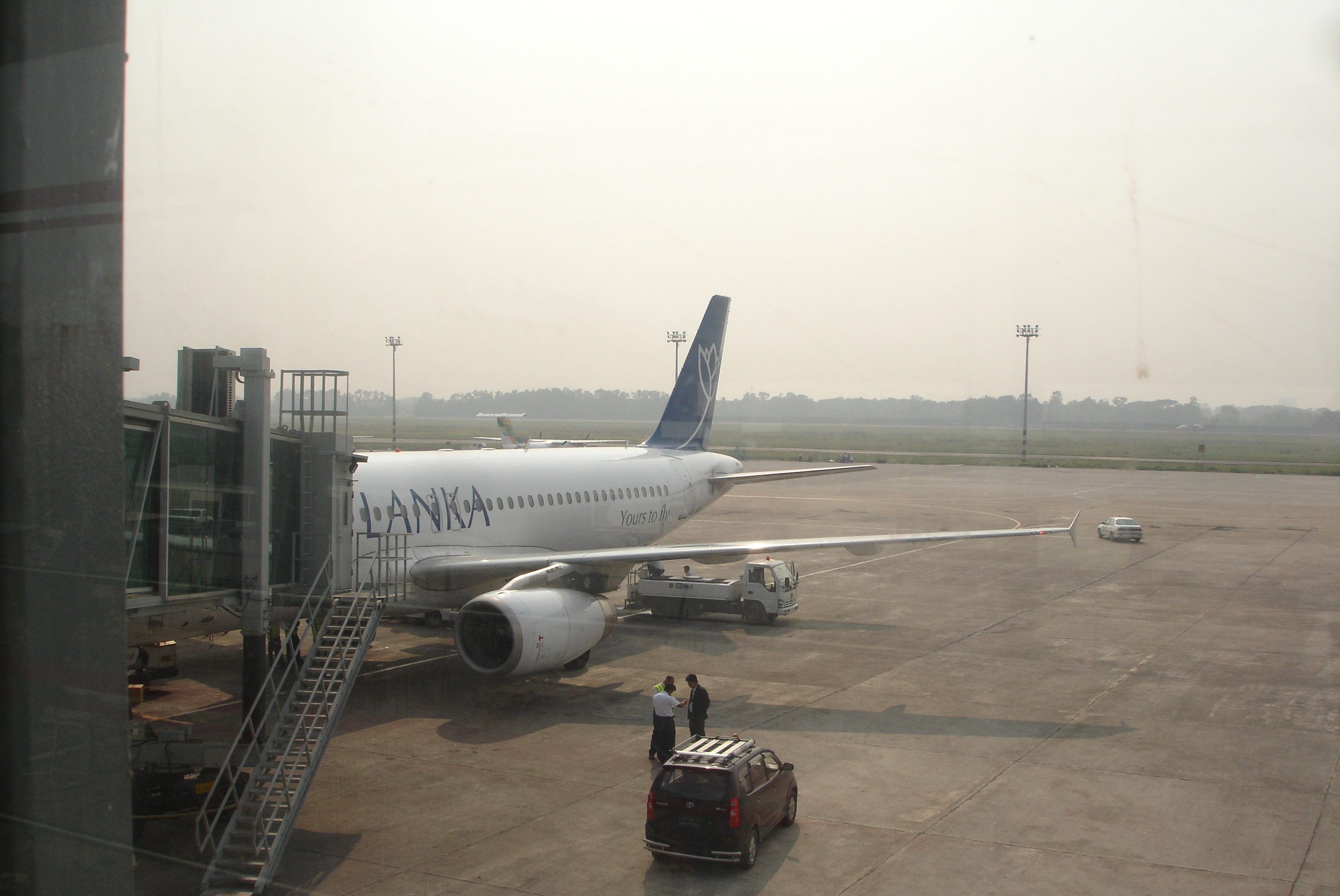
طائرة تابعة ميهين لانكا طراز إيرباص A320-232 في مطار شاه جلال الدولي لأول مرة

اعتباراً من أيار/ مايو 2014 ضمت الخطوط الجوية ميهين الطائرات التالية:
في عام 2013 أعلن عن أن شركة الطيران ستستأجر طائرتين من طراز بوينغ 737-800 من عام 2015. ومع ذلك أعادت الخطوط الجوية ميهين لانكا النظر في عقد الإيجار واستأجرت طائرتي إيرباص A320neos وطائرة A319-100 بدلاً من ذلك نظراً لتكلفة إدخال طائرات بوينغ إلى أسطول الخطوط الجوية ميهين الإندستوري المؤلف بالكامل من طائرات الإيرباص.

## الشؤون المالية
استثمرت الحكومة السريلانكية في البداية أسهم بمقدار 250 مليون روبية سريلانكية في خطوط ميهين لانكا. كما استثمر بنك لانكا بوترا، برئاسة والد ساجين فاس غوناواردينا، 300 مليون روبية سريلانكية في الأسهم الممتازة القابلة للاسترداد. في عام 2008 منحت الحكومة الخطوط الجوية ميهين 500 مليون روبية سريلانكية لتعزيز وضعها المالي. في عام 2009 قدمت الحكومة منحة إضافية للخطوط الجوية بمقدار 3,000 مليون روبية سريلانكية. كما سددت الحكومة اثنين من قروض الشركة: قرض لمدة ثلاث سنوات (2006-09) بقيمة 250 مليون روبية سريلانكية من بنك سيلان المملوك من قبل الدولة وقرض لمدة ثلاث سنوات (2009-12) بقيمة 1,553 مليون روبية سريلانكية من بنك سيلان من أجل استئجار طائرة.
كانت شركة ميهين مضطربة مالياً منذ إنشائها. حيث تظهر الأرقام الحكومية الرسمية أنه بين عامي 2007 و2010 تكبدت خسائر بلغ مجموعها 5877 مليون روبية سريلانكية. على الرغم من خفض قوتها العاملة بمقدار الثلث والتغيير من عقد إيجار شامل للخدمة إلى عقد إيجار غير شامل، فقد تكبدت الشركة خسائر سنوية تراوحت بين مليار وملياري روبية سريلانكية. أفادت التقارير أنه بين أبريل 2011 ويناير 2012 خسرت الشركة 1700 مليون روبية سريلانكية وأن الحكومة ستسدد 2.4 مليار روبية سريلانكية من القروض نيابة عن الشركة. لم تتمكن الشركة من سداد قرض بقيمة 500 مليون روبية سريلانكية تلقته من شركة خدمات طيران المطارات (الخاصة) المحدودة المملوكة للدولة، واضطرت الحكومة إلى تسديد القرض نيابة عن الشركة. دعا سياسيون معارضون إلى إغلاق خطوط ميهين لانكا، التي زعموا أنها خسرت 13 مليار روبية منذ إنشائها.
الربح والخسارة (مليون روبية سريلانكية)
|                                  | 2007  | 2008    | 2009    | 2010    |
| -------------------------------- | ----- | ------- | ------- | ------- |
| الإيرادات                        | —     | 2,570   | 373     | 1,700   |
| المصروفات                        | 195   | 4,970   | 1,080   | 2,488   |
| إجمالي الربح (خسارة)             | (195) | (2,400) | (707)   | (728)   |
| صافي الربح/(الخسارة) قبل الضريبة | (195) | (3,161) | (1,300) | (1,221) |